# Starlight Museum
「Starlight Museum」（スターライト・ミュージアム）は、日本の声優・歌手である水瀬いのりの楽曲。作詞は櫻澤ヒカルと水瀬いのり、作曲は櫻澤ヒカルが担当している。水瀬の9枚目のシングルとして2020年12月2日にKING AMUSEMENT CREATIVEより発売された。

## 制作
作詞は櫻澤ヒカルと水瀬いのり本人、作曲は作曲家の櫻澤ヒカルが務めた。前作に引き続き、水瀬いのり本人が作詞を担当した。
水瀬の誕生日である12月2日に音楽活動5周年記念シングルとしてリリースされた。

## リリース、プロモーション
表題曲「Starlight Museum」は、テレビ朝日系『musicる TV』12月度オープニングテーマに起用された。同番組のタイアップの起用は、2017年に発売された5枚目のシングル「Ready Steady Go!」以来約3年ぶりとなる。
カップリング曲の「クリスタライズ」は、スマートフォンゲーム『アークナイツ』のイメージソングに起用された。
初回封入特典として「特製トレカ」が封入されている。また、特定の販売店で購入した場合は先着で各チェーン店ごとに缶バッジやブロマイド、クリアファイルなどが特典として配布された。

## アートワーク
ジャケット写真は、5年間の活動を五芒星になぞり、ブルーのドレスに身を包んだ水瀬が、夜空へと続く五線譜の螺旋階段から輝く星々へと手を伸ばしているものが写されている。

## Inori Minase 5th ANNIVERSARY LIVE Starry Wishes
アーティストデビュー5周年を記念して、水瀬自身初のオンラインライブ『Inori Minase 5th ANNIVERSARY LIVE Starry Wishes』が、2020年12月5日に開催されている。ライブ本編終了後に、オフィシャルファンクラブ「いのりまち」会員限定のアフタートークも生配信されており、水瀬と親交が深い大西沙織をゲストとして迎えて、トークを中心に配信された。

## シングル収録曲
| #         | タイトル             | 作詞                   | 作曲・編曲 | 時間  |
| --------- | -------------------- | ---------------------- | ---------- | ----- |
| 1.        | 「Starlight Museum」 | 櫻澤ヒカル・水瀬いのり | 櫻澤ヒカル | 5:07  |
| 2.        | 「クリスタライズ」   | 栁舘周平               | 栁舘周平   | 4:29  |
| 3.        | 「思い出のカケラ」   | 遠藤直弥               | 遠藤直弥   | 4:32  |
| 合計時間: | 合計時間:            | 合計時間:              | 合計時間:  | 14:08 |

## 参加アーティスト
- All Vocals & Chorus：水瀬いのり

| Starlight Museum - Orchestral Arrangement：新田目翔 - Bass：島本道太郎 - Drums：藤原佑介 - Guitars：沢頭たかし - Piano：小畑貴裕 - Strings：真部裕ストリングス - Oboe：最上峰行 - Clarinet：土井徳浩 - Flute & Piccolo：黒田由樹 - All Other Instruments & Programming：櫻澤ヒカル | クリスタライズ - Strings：吉田宇宙ストリングス - All Other Instruments & Programming：栁舘周平 (F.M.F) | 思い出のカケラ - Guitars：城石真臣 - Bass：高井淳 - Drums：今村舞 - Piano：畠中文子 - 1st Violin：須原杏 - 2nd Violin：吉田篤貴 - Viola：三品芽生 - Cello：渡邉雅弦 - All Other Instruments & Programming：遠藤直弥 |

## メディアでの使用
| # | 曲名                 | タイアップ                                         | 出典  |
| - | -------------------- | -------------------------------------------------- | ----- |
| 1 | 「Starlight Museum」 | テレビ朝日系『musicる TV』12月度オープニングテーマ | [ 4 ] |
| 2 | 「クリスタライズ」   | スマートフォンゲーム『アークナイツ』イメージソング | [ 6 ] |

## リリース日一覧
| 地域 | リリース日 | レーベル                | 規格                   | 規格品番  | 備考 |
| ---- | ---------- | ----------------------- | ---------------------- | --------- | ---- |
| 日本 | 12月2日    | KING AMUSEMENT CREATIVE | CD                     | KICM-2065 |      |
| 日本 | 12月2日    | KING AMUSEMENT CREATIVE | デジタル・ダウンロード |           |      |

## チャート
| チャート                                | 最高 順位 | 出典   |
| --------------------------------------- | --------- | ------ |
| 日本・オリコン 週間CDシングルランキング | 7         | [ 9 ]  |
| Billboard Japan Hot 100                 | 57        | [ 10 ] |
| Billboard Japan Hot Animation           | 9         | [ 11 ] |
| Billboard Japan Hot Singles Sales       | 6         | [ 12 ] |

## 収録作品

### アルバム
| 楽曲             | アルバム | 発売日        | 備考                  |
| ---------------- | -------- | ------------- | --------------------- |
| Starlight Museum | 『glow』 | 2022年7月20日 | 4thオリジナルアルバム |